# Krakafeltet
Krakafeltet er et producerende olie- og gasfelt, der ligger i den danske del af Nordsøen, det er fundet i år 1966 og sat i drift i 1991.
Der er 8 produktionsbrønde.
Reservoiret ligger på en dybde af 1800 m i kalksten af Danien og Sen Kridt-alder.
Indtil nu er der produceret 5,294 mio. m3 olie og 1,485 mia. Nm3 gas samt 5,948 mio. m3 vand. Der er ikke injiceret vand eller gas.
Operatør: Mærsk Olie og Gas A/S.
Akkumulerede investeringer 1,98 mia. kr.
Kilder
http://www.ens.dk/undergrund-forsyning/olie-gas/felter-produktion-danmark/felter-anlaeg/dan-centret/kraka-feltet Arkiveret 6. august 2014 hos  Wayback Machine
55°24′00″N 5°05′00″Ø / 55.4°N 5.0833°Ø